# Бора

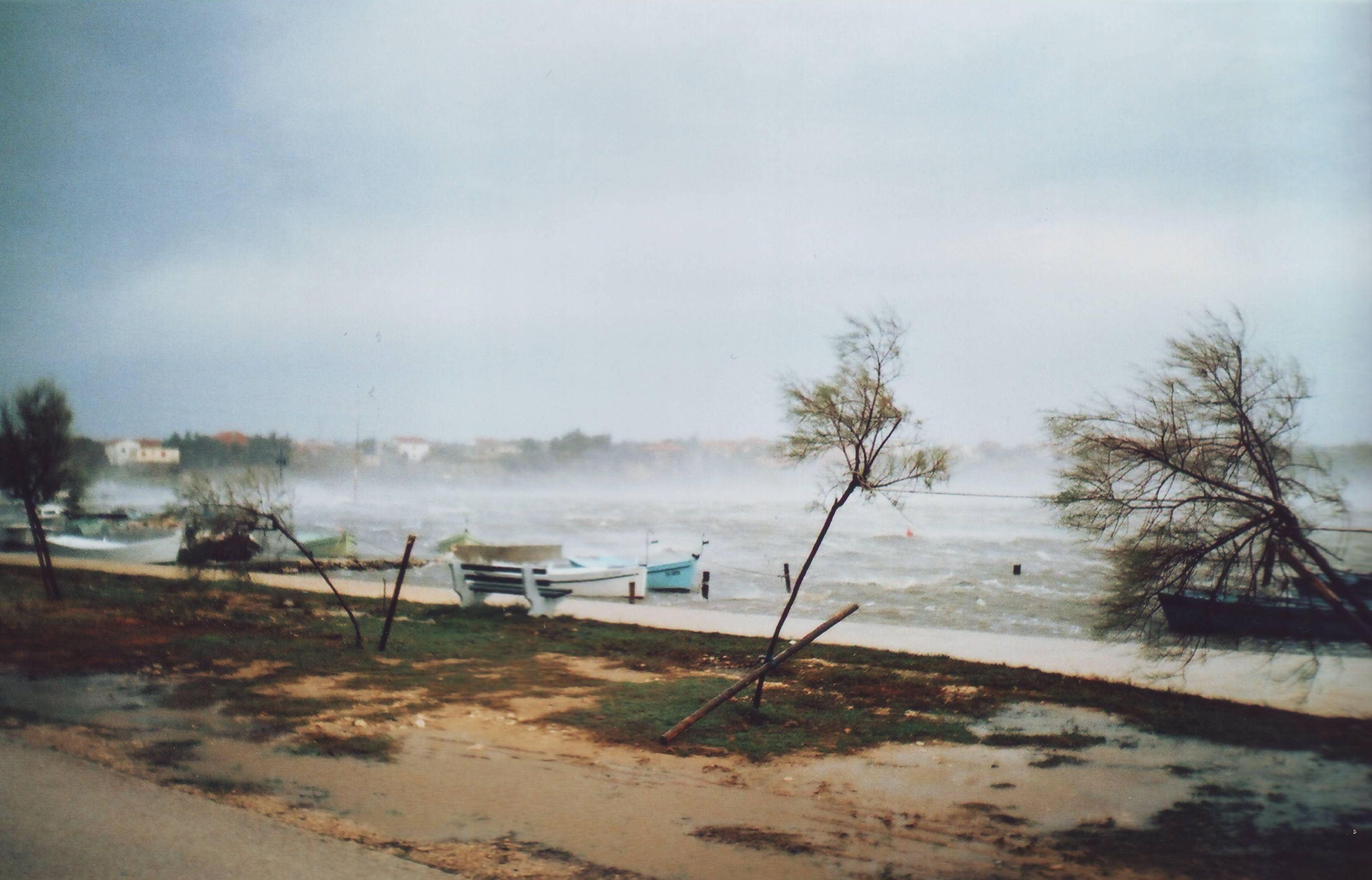
Бора в Нині, Хорватія

Бора (італ. bora, від грец. βορέας — північний вітер) — холодний, сильний та поривчастий місцевий вітер катабатичної природи, що дме з вершин невисокого хребта, розташованого на узбережжі водного басейну (море, озеро) у зимовий сезон. Повітрепад, що посилюється у звуженнях рельєфу. Зазвичай незначного вертикального розвитку (декілька сот метрів).

## Назва
У давньогрецькій міфології крилатий бог північного вітру називався Бореєм (дав.-гр. Βορέας), звідси й пішла назва цього вітру. Давні греки називали північний вітер дав.-гр. μπόρα (βοράς), римляни північно-східний — лат. bora. У південних слов'ян, що живуть на узбережжі Адріатичного моря цей вітер має назву: сербохорв. bura, словен. burja. Проте етимологічний зв'язок між слов'янським терміном буря, що походить від дієслова *burĭti, не встановлено. Вважається що слов'яни його успадкували від місцевих мешканців Римської імперії. Існує припущення щодо етимології назви вітру від праіндоєвропейського кореня *gworhx-, що означав «гора». Від нього походять німецькі орографічні терміни нім. burg, berg.

## Географія
Бора у помірних широтах Північної півкулі часто з'являється на північно-східних гористих узбережжях великих водойм, де досить невисокі гори (400—600 м) відгороджують значні плоскогір'я або рівнини на яких накопичується значні маси холодного повітря. У ряді регіонів Північної півкулі історично має власні назви:
- на північно-східному узбережжі Чорного моря від Геленджика до Анапи («норд-ост, бора»);
- на півночі Адріатики, поблизу Трієста («немере») та у Венеції («боррація»), на східному узбережжі в Далмації до Котора на півдні («бу́ра»)[5];
- у французькому Провансі від Монпельє до Тулона («містраль, бораска»);
- на арктичній Новій Землі («гірська, мисливський вітер»);
- в Чаунській губі (Певек) на Чукотці («южак»);
- у Техасі на узбережжі Мексиканської затоки («норзер»).

У Егейському морі бороподібні вітри мають північний напрямок. У ряді місцевостей ефект бори може спостерігатися і в глибині континенту, там, де є умови для накопичення холодного повітря з навітряної сторони невисокого і довгого хребта і виникнення обвалу повітря з підвітряного, більш теплого схилу. На схилах хребта Чингіз-Тау у Казахстані, берегах Байкалу («сарма, харахаїха»), деяких хребтів Далекого Сходу, океанічного узбережжя Японських островів («оросі»), Землі Франці-Йосифа, затоці Іскендерун Середземного моря («раджас, газія»), південному узбережжі Чорного моря в горах Тавр бора має характер стокових вітрів.
Місцевості часто повторюваних бор виділяються відсутністю лісових масивів, подекуди навіть оголеністю від рослинного покриву, наче після сходження снігової лавини, або каменепаду.

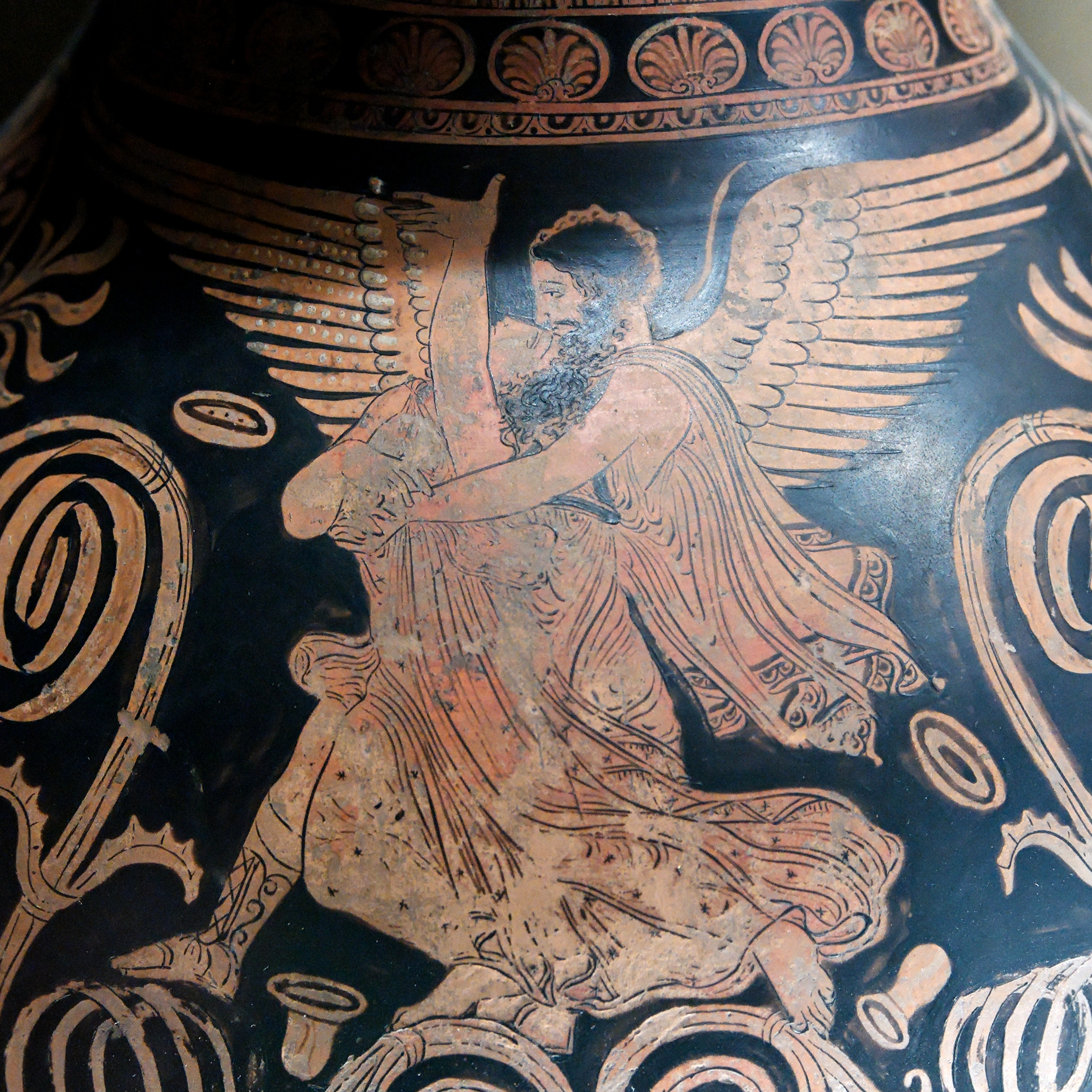
«Викрадення Орифії Бореєм», давньогрецька кераміка
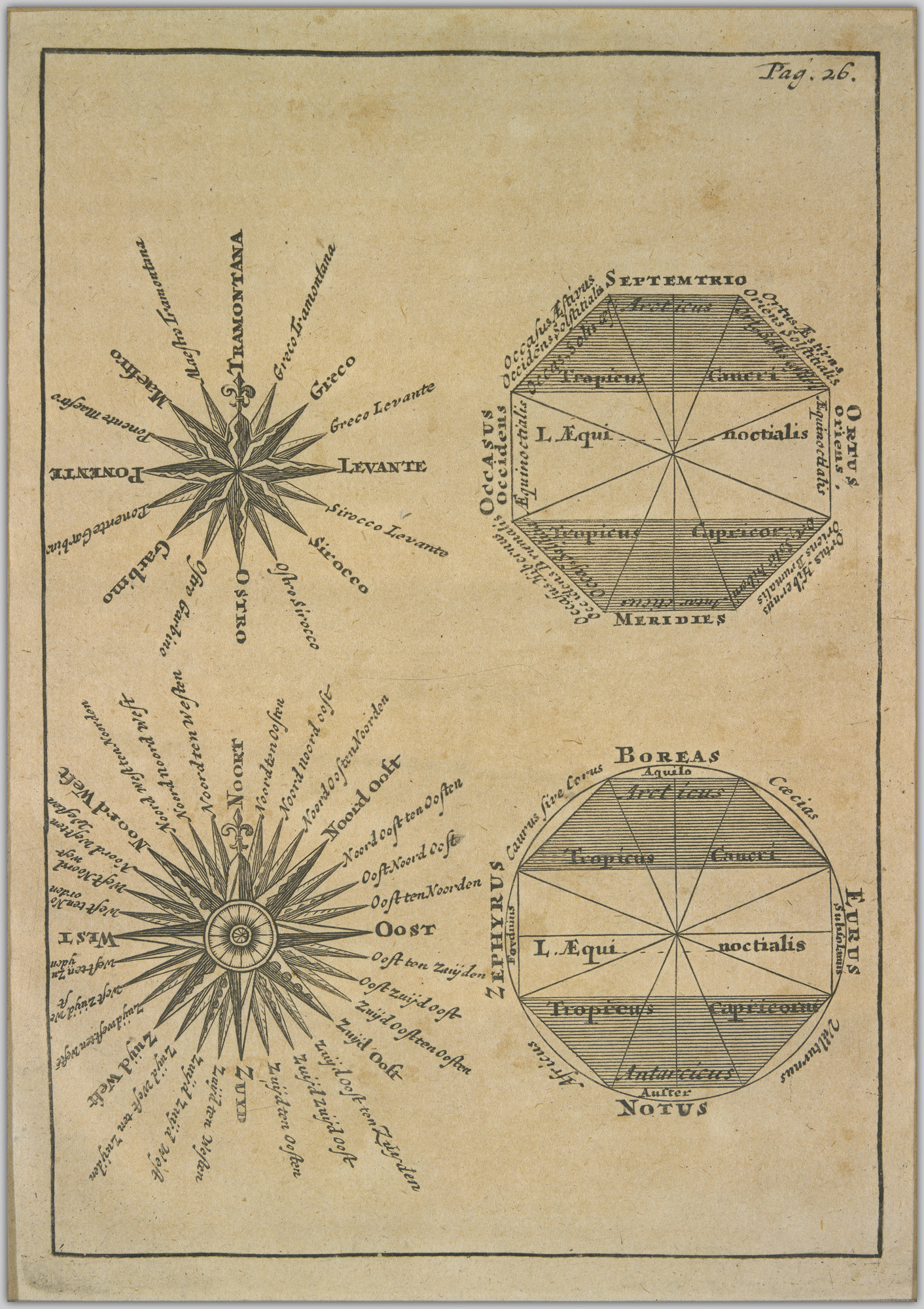
Борей на розі вітрів
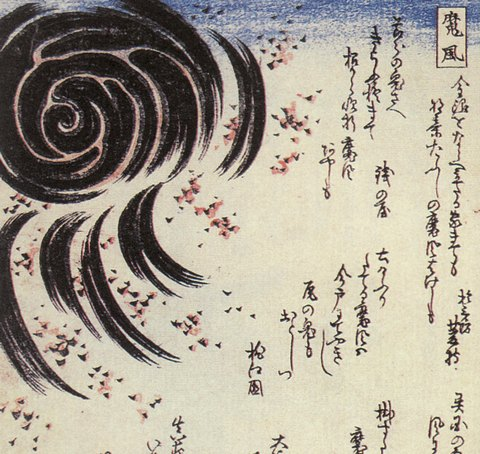
«Ороші, що завдає непередбачуваних збитків», Масасумі Мафу, 1853 рік
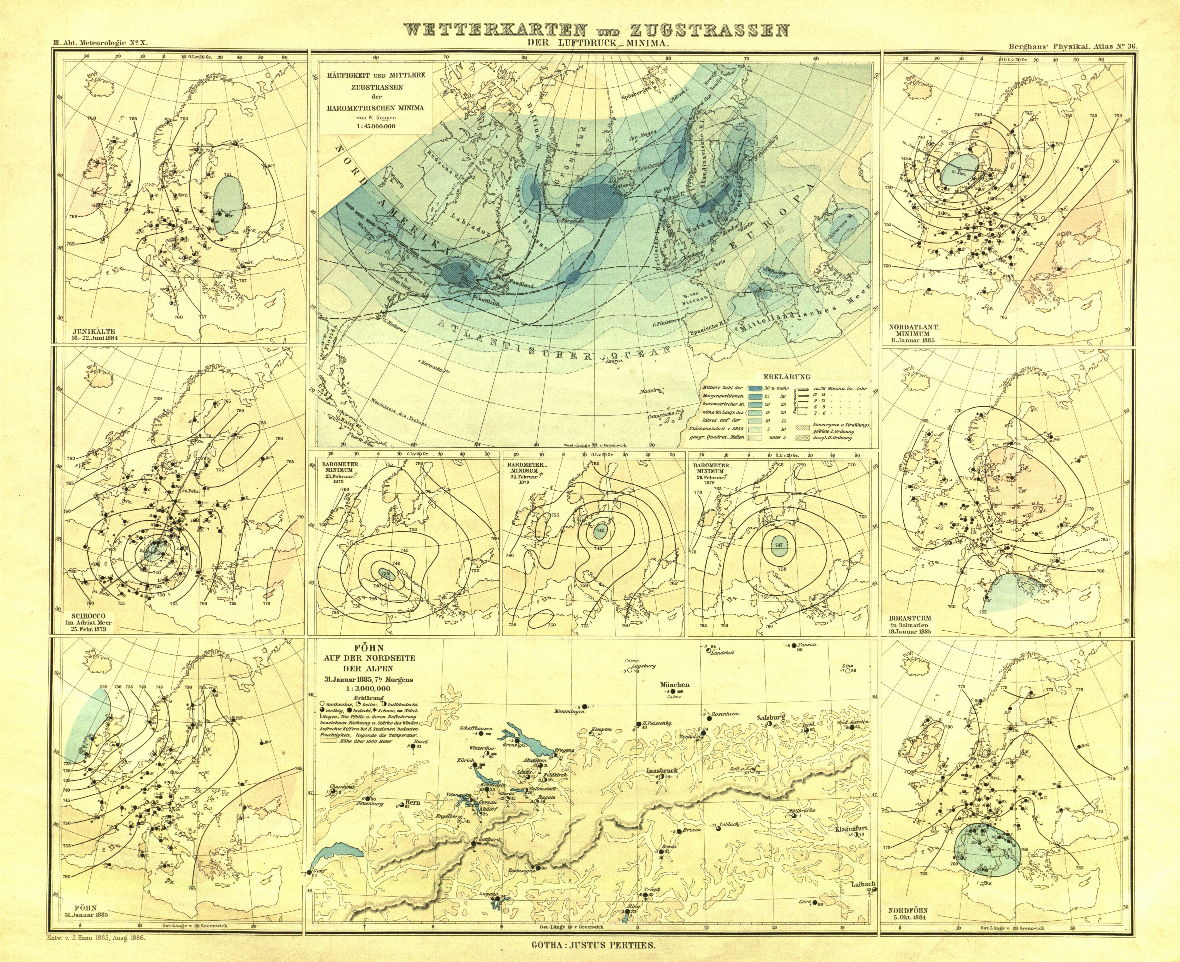
Карта місцевих вітрів Європи, 1887 рік (нім.). Бора позначена в нижньому правому куті як Nordfohn
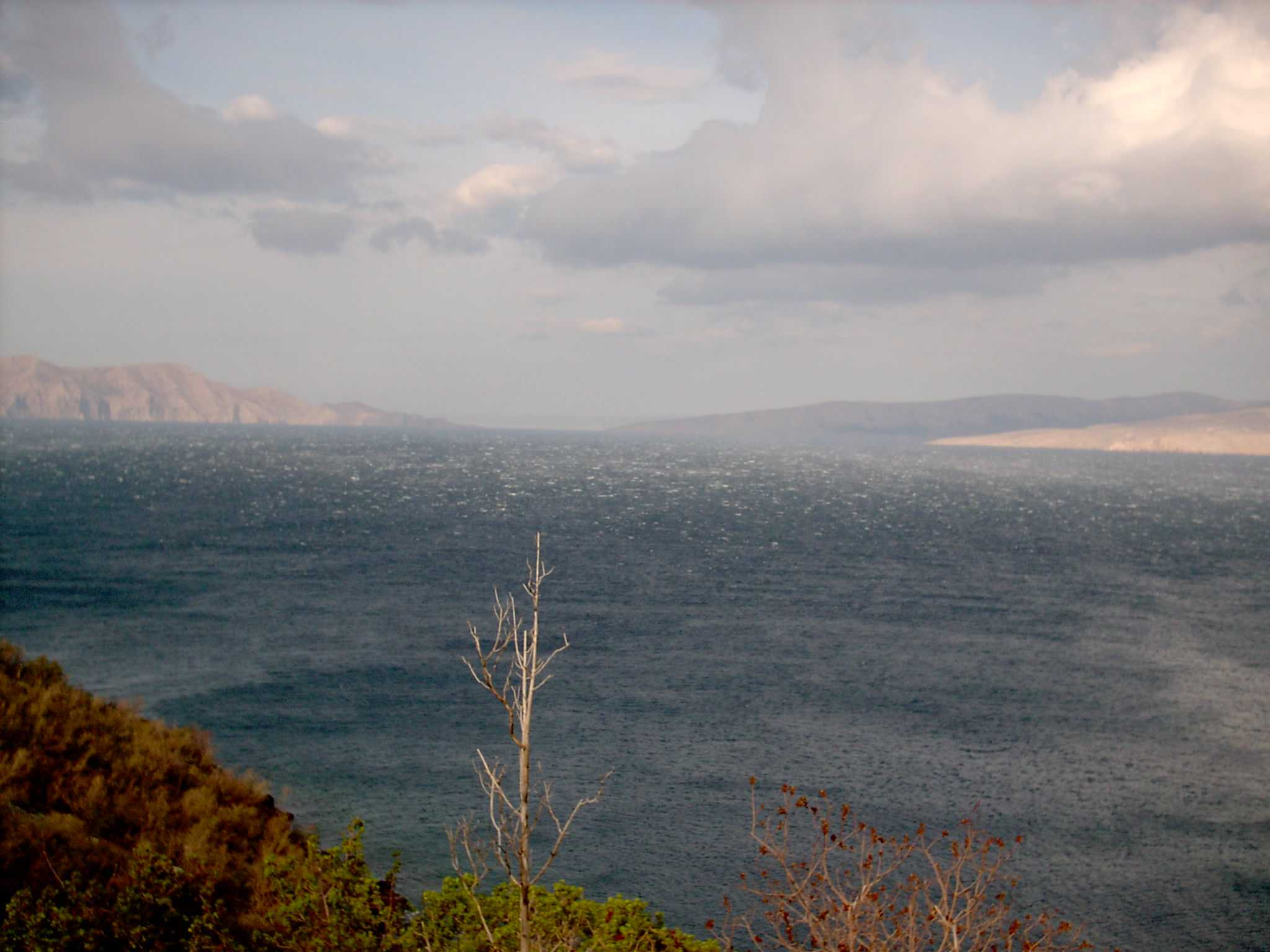
Хвилювання на морі під час бори, Сень, Хорватія

Характерні риси бори мають стокові вітри в міжгірних долинах, катабатичні вітри Антарктиди.

## Фізика процесу

Механізм утворення бори

У холодну пору року (взимку і восени) внаслідок різниці температур між поверхнею моря і поверхнею суходолу атмосферний тиск над водоймою знижується (утворюється циклон), а на підвищеною частиною суходолу навпаки підвищується (утворюється антициклон) утворюється значний баричний градієнт. Підсиленню перетоку повітря з підвищеної ділянки до рівня моря сприяє і сила тяжіння. Виникнення ураганної сили вітру викликає географічне положення, взаємне розташування гірських хребтів і вузьких долин, що виходять до моря і накопичують потоки повітря, які намагаються зрівняти утворену нестійкість в атмосфері, ніби в аеродинамічній трубі. З навітряної сторони хребта розвиваються висхідні рухи повітря, а з підвітряного — починається повітрепад. Швидкість якого перевищує 40 м/с, іноді сягаючи 60 м/с.
Температура над континентом настільки низька, а перепад висот настільки незначний, що потепління повітря внаслідок адіабатичного процесу під час спуску з гір настільки незначне, що на узбережжі воно все одно відчувається крижаним. Температура взимку нерідко опускається нижче —20° С, максимальний зафіксований перепад температури — 40 °C. Бора спричинює сильний вітер, що здіймає гігантські хвилі, бризки від яких та сконденсована холодним гірським повітрям волога з теплого морського повітря намерзають на переохолоджених поверхнях товстим шаром ожеледі.

## Класифікація
Розрізняють окремі види бори:
- Стокова — коли відбувається стік і обрушення з хилів гір відносно незначної холодної повітряної маси.
- Внутрішньомасова — коли відбувається перетікання значних повітряних мас через гірський хребет під час руху великого антициклону.
- Мусонна — коли через гори перетікає подвійний шар теплого і холодного повітря. Над потужним шаром холодного повітря інверсія температури. Це спричиняє внутрішні хвилі на меж і розподілу повітряних мас.
- Фронтальна — коли відбувається прохід холодного атмосферного фронту над гірським хребтом.
- Мішана — являє собою комплексне поєдннання двох, або більше попередньо описаних видів.
- Верхова — коли струмінь холодного повітря огинає гірський хребет на деякій відстані від його поверхні, над більш теплим повітрям на його схилах. Не має проявів у долинах та передгір'ї, лише у атмосферних явищах над горами.

## Адріатична бора
Адріатична бора дме на східному узбережжі Адріатичного моря з гір Динарського нагір'я. Історично місцеві мешканці розрізняють два види: «біла, ясна» (італ. bora chiara), що дме за ясного неба, та «темну» (bora scura; bora scura), коли на вершинах гір і пагорбів збираються хмари, що рухаються вбік узбережжя з дощем або снігом. Перший різновид утворюється за антициклональної погоди. Сильний сухий вітер зменшує вологість повітря, тому в цей час хорвати солять і вивішують пршут. Другий, коли глибокий генуезький циклон проходить над південною частиною Адріатики, де в цей час вирує вітер «юго».
Найпотужніша бора спостерігається у хорватських горах Велебіт, що 145-км смугою відділяють області з помірно континентальним кліматом від далмаційського узбережжя із середземноморським. Бора — є своєрідним процесом врівноваження під час взаємодії цих двох типів повітряних мас у зимовий період. Море під час бори характеризується короткими високими хвилями з білими бурунами. Маленькі краплі, що їх зривають пориви вітру утворюють «морський дим», що зменшує видимість. Пориви вітру можуть розпочатись в ясний і спокійний день, коли мало що віщує біду. Усе це значно ускладнює судноплавство. Місцеві моряки мають прислів'я: «Коли бора пливе, ти ні!» Рекорди швидкості поривів вітру були зафіксовані в Хорватії поблизу Масленицького мосту на північ від Задару — 248 км/год у грудні 1998 року; міста Сень та південного порталу тунелю Светий Рок — 304 км/год у грудні 2003 року. Під час аномальних морозів Східноєвропейської хвилі холоду у лютому 2012 року, морська набережна в Сені замерзла внаслідок сильної бори, були повалені дерева, зруйновані дахи будинків. Швидкість вітру сягала 150 км/год, температура знизилась до −14 °C, висота хвиль сягала 7 м. На острові Паг вітер повикидав на берег рибу з моря. У багатьох прибережних містах у водопроводах позамерзала вода.

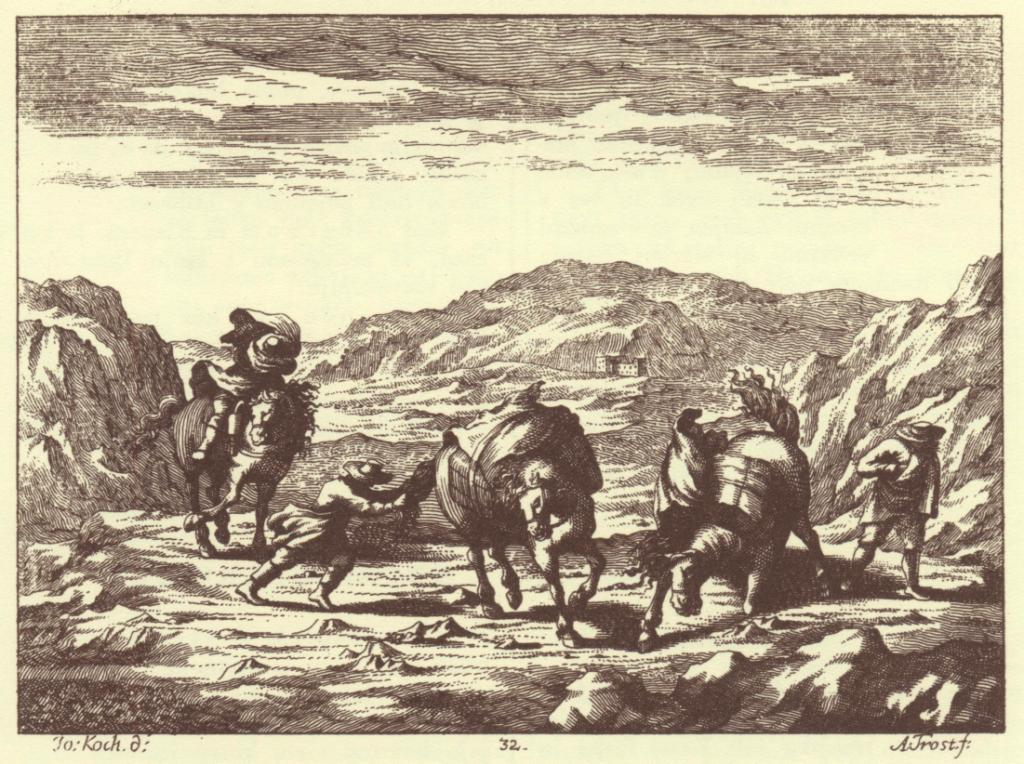
«Бора на Карстовому плато», Янез Вайкард Вальвазор, 1689 рік
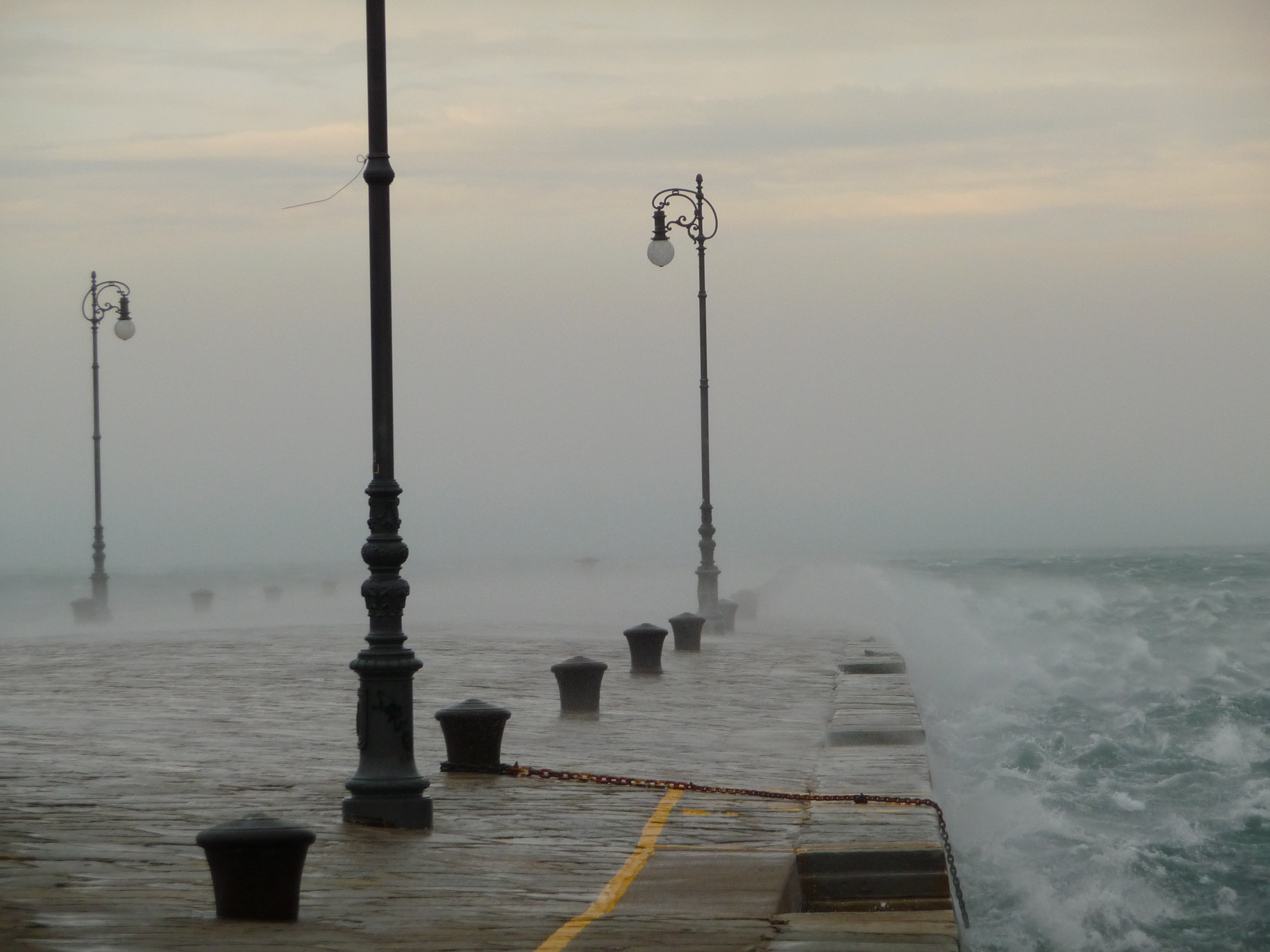
Бора в Трієсті, Італія, лютий 2011 року
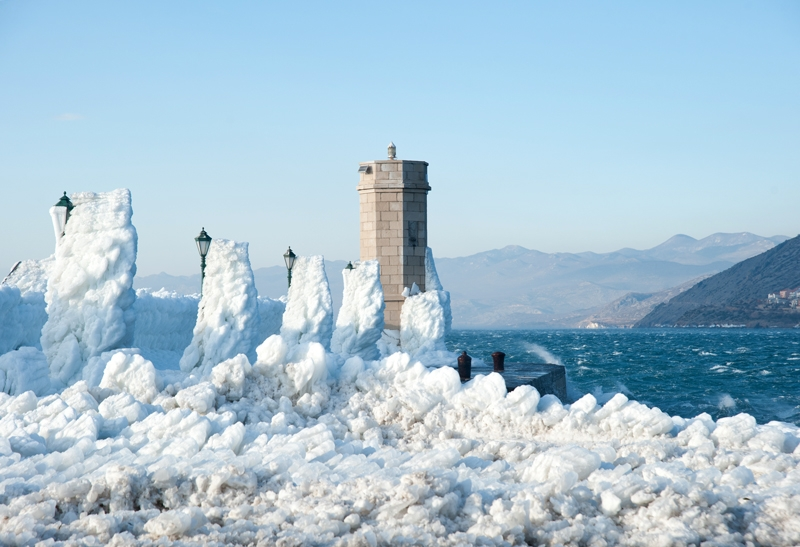
Наслідки бори в Сені, Хорватія, лютий 2012 року
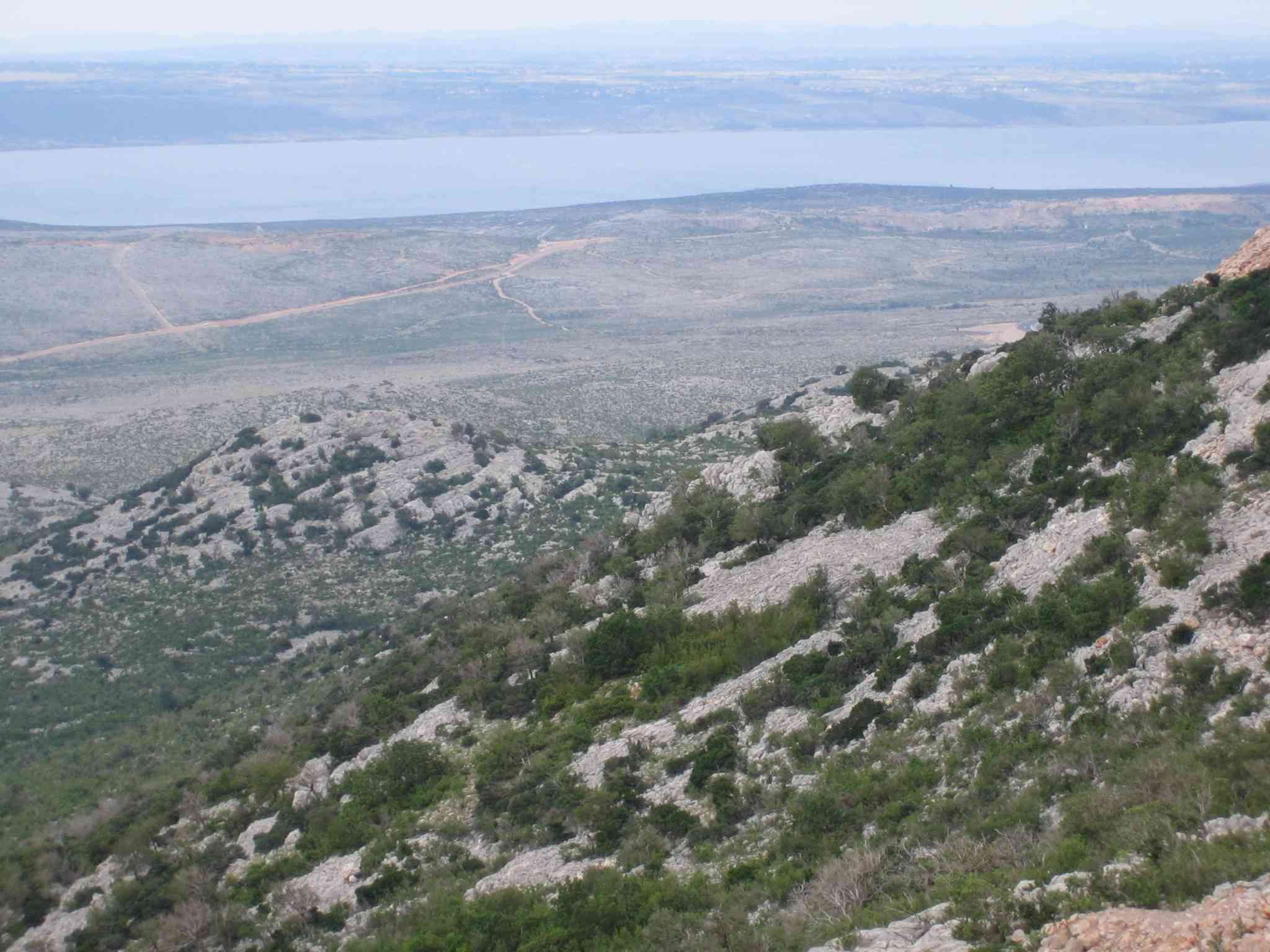
Ландшафт сформований періодичною борою на Велебіті, Хорватія (острів Паг вдалині)

Вітер також характерний для словенської долини Віпава (швидкість поривів вітру сягає 220 км/год), і трохи в меншій — вапнякового Карстового плато (італ. Carso), що височіє над Трієстською затокою і простягається на південь півострова Істрія. У цій місцевості на дахах будинків часто можна спостерігати каміння, що притримує черепицю від сильних поривів вітру, а на вузьких вуличках міст натягнуті троси вздовж стін для підтримки пішоходів.

## Новоросійська бора
На березі Чорного моря своєю борою відома Цемеська бухта на північному сході, що відгороджена від Кубанської низовина відгалуженям Головного пасма Кавказьких гір — Маркотхським хребтом (Варада) (400—650 м). Він тягнеться паралельно узбережжю, уздовж північно-східного берега, і є своєрідною греблею на шляху холодних повітряних мас з півночі. Холодне повітря нагромаджується в котловані перед хребтом, внаслідок чого атмосферний тиск тут зростає. Над морем тепле повітря піднімається, тиск зменшується. Поступово виникає сильна течія, яка «засмоктує» повітря з материка через Маркотхський перевал (430 м). Найсильніша бора виникає коли південь Росії займає відріг Сибірського антициклону, на Чорне море насувається середземноморський циклон з півдня. Перед появою бори на вершинах гір можна спостерігати густі хмари, які місцеві жителі називають «борода». Траплялось, що бора скидала з рейок навантажені залізничні вагони, рвала швартови (троси), якими кораблі кріпляться до пірса, викидала морські судна на берег. Під час сумнозвісної бори 1848 року на морі утворився сильний туман, вирували смерчі. У результаті негоди корабель «Струя» затонув разом із екіпажем, а ще 4 було викинуто на берег. У грудні 1899 року внаслідок бори будинки Новоросійська на набережній вкрилися льодом товщиною близько 2 м, затонули, або були викинуті на берег кораблі. 1928 року було зареєстровано пориви вітру швидкістю 80 м/с.

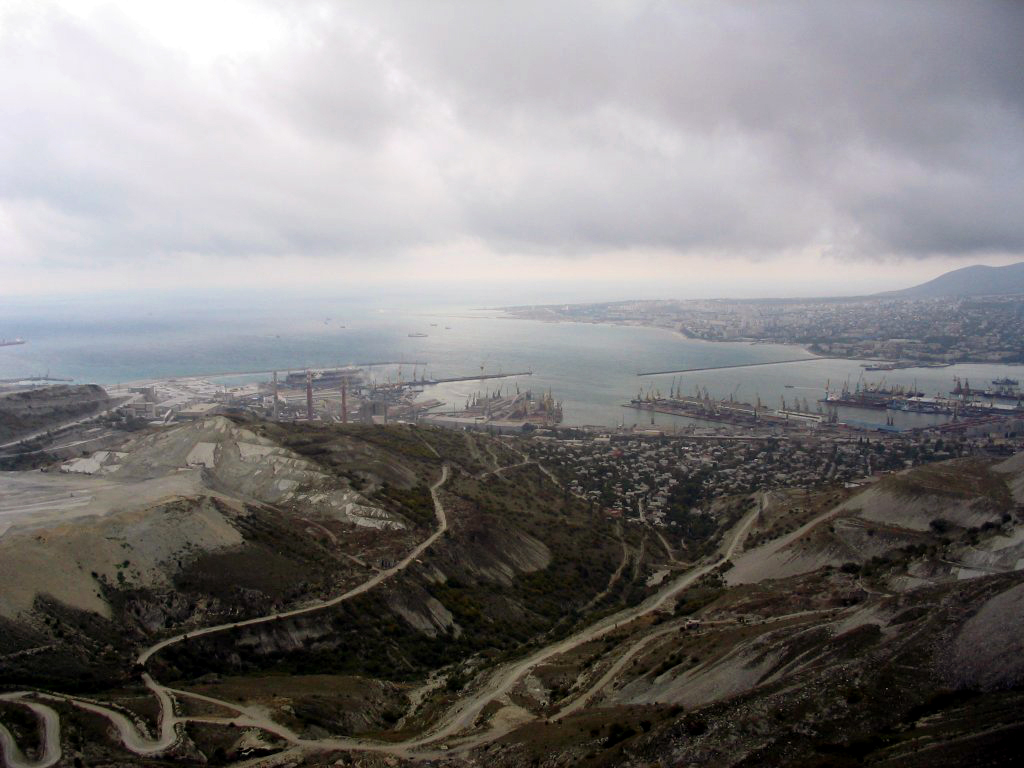
Вид на Цемеську бухту з Маркотхського перевалу
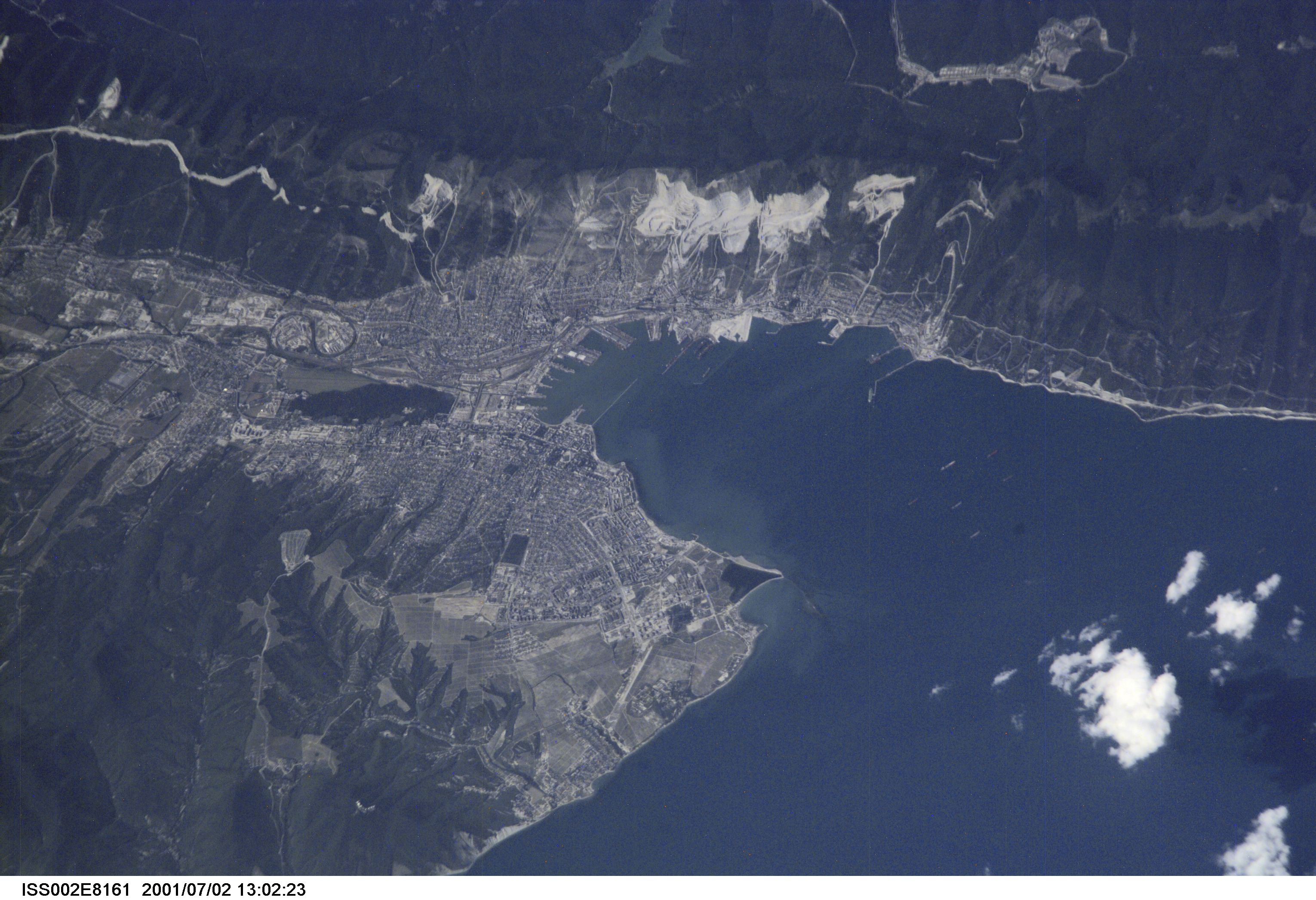
Цемеська бухта і Новоросійськ з космосу, Маркотхський хребет вгорі
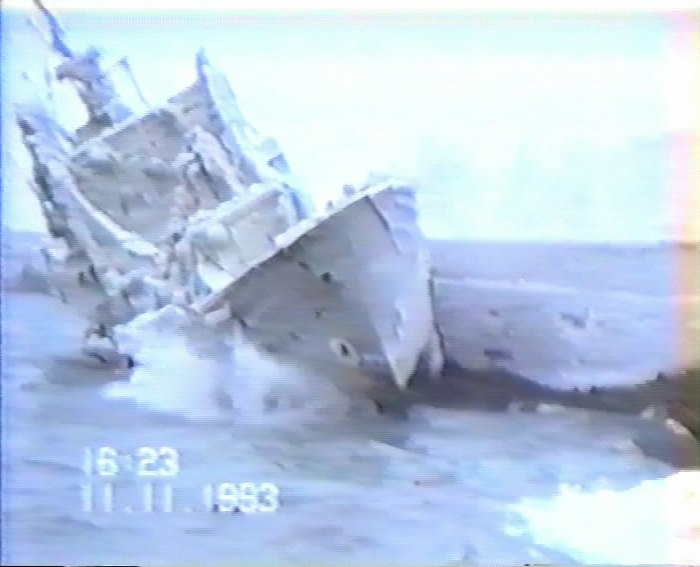
Кораблетроща 1993 року
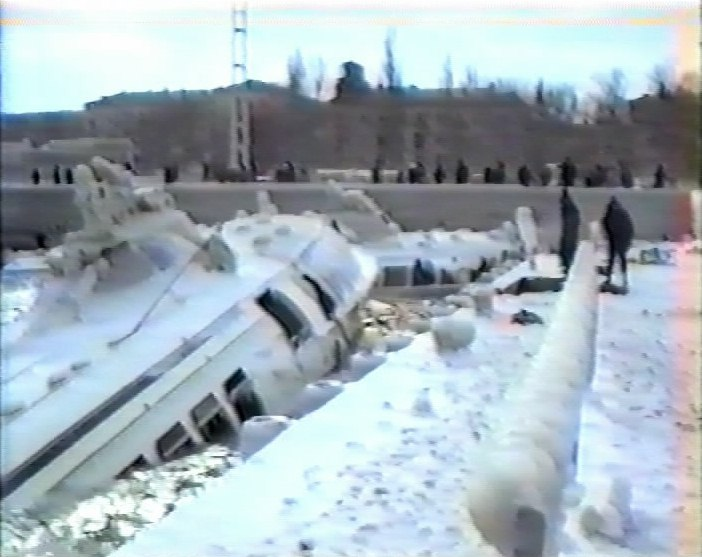
Кораблетроща 1993 року
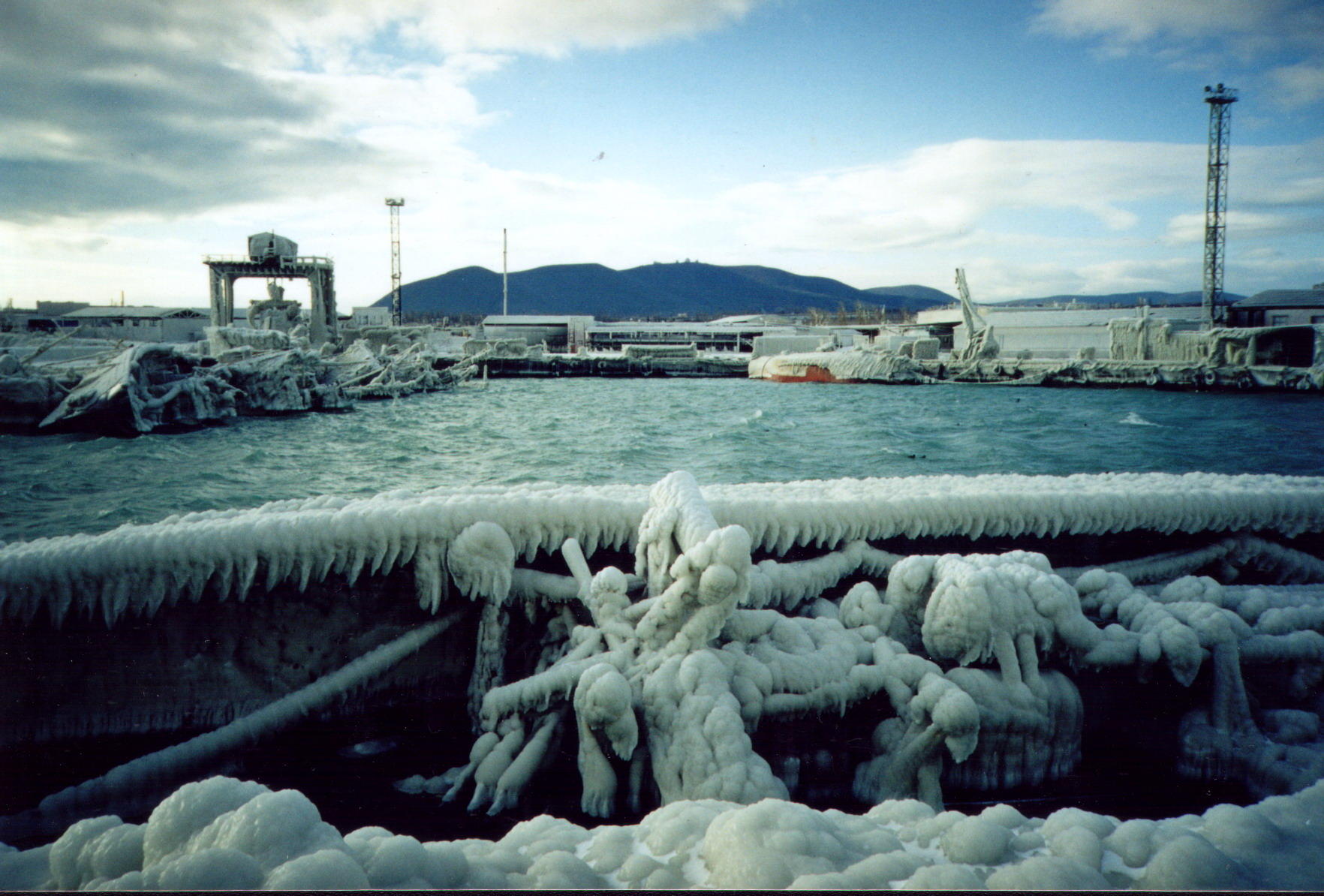
Наслідки бори 1997 року

## Економічні наслідки
Наслідки короткотривалої стихійної події бувають досить руйнівними, особливо для приморських містечок і портового господарства, морського флоту. Через сильне обледеніння морські судна можуть бути перенавантажені й затонути. Від сильного хвилювання судна можуть також бути викинутими на берег. Значна льодова кірка на поверхнях будинків і вулицях міста паралізує комунальне господарство і життя містян, призводить до обриву ліній електропередач, гибелі фруктових дерев у садових господарствах.
Головні шляхи унебезпечення від наслідків стихії:
- метеорологічні спостереження з станом атмосфери прилеглих районів;
- завчасне попередження населення установами з надзвичайних ситуацій;
- відведення кораблів подалі від узбережжя.

Існують різні перспективні проєкти боротьби зі стихією:
- зменшення перепаду висот у горах;
- зведення підземних тунелів, що діяли б як запобіжні клапани для скидання надлишкової різниці атмосферного тиску;
- побудова грандіозних трамплінів у горах для перекидання потоків вітру над прибережними містами;
- локальний підігрів повітря в місцях його активного переохолодження, з метою руйнування холодного потоку, що рухається до хребта, конвекційними течіями.